# لاري جورمان
لاري جورمان (بالإنجليزية: Larry Gorman)‏ هو طبال أمريكي، ولد في 9 مايو 1972.

## وصلات خارجية
- لاري جورمان على موقع IMDb (الإنجليزية)
- لاري جورمان على موقع ميوزك برينز (الإنجليزية)
- لاري جورمان على موقع ديسكوغز (الإنجليزية)